# سیراکوز
سیراکوزا (به ایتالیایی: Siracusa) (به سیسیلی: Sarausa) شهری تاریخی و فرهنگی در جنوب ایتالیا و مرکز استان سیراکوزا است. این شهر از لحاظ تاریخی، میراث‌دار فرهنگ و تمدن یونان باستان بوده و به عنوان زادگاه ارشمیدس شناخته می‌شود.

## جغرافیا
سیراکوزا در گوشهٔ جنوب شرقی جزیرهٔ سیسیل و در سواحل خلیج سیراکوزا واقع شده‌است. این شهر با ۲۷۰۰ سال پیشینه، نقش مهمی را در دوران باستان در منطقهٔ مدیترانه برعهده داشته‌است.

## تاریخچه
سیراکوزا توسط یونانیان باستان ساخته شده و پس از آن به یکی از مهم‌ترین و قدرت‌مندترین شهرهای یونان تبدیل شده بود. این شهر در اوایل با شهرهای اسپارتا و کرینت متحد شده و بر کل منطقه اعمال نفوذ می‌نموده‌است.
زمانی که سیسرو سیراکوزا را به عنوان بزرگ‌ترین و زیباترین شهر یونان توصیف نمود، آن را به تصرف امپراتوری روم شرقی درآورد. بعدها پالرمو اهمیت بیش‌تری پیدا کرد و به عنوان پایتخت پادشاهی سیسیل شناخته شد. پس از آن نیز سیراکوزا تا سال ۱۸۶۰ و اتحاد ایتالیا، به عنوان بخشی از پادشاهی متحد ناپل شناخته می‌شداست.
امروزه سیراکوزا به همراه آرامگاه پانتالیکا یکی از میراث جهانی یونسکو به‌شمار می‌رود. جمعیت این شهر در حدود ۱۲۵٬۰۰۰ نفر بوده و ساکنان آن اغلب به زبان محلی سیسیلی سخن می‌گویند.
تقریبا ۳۰۰ سال قبل از میلاد در این شهر توسط دیسینیوس یکم منجیق اختراع شد

## اقتصاد

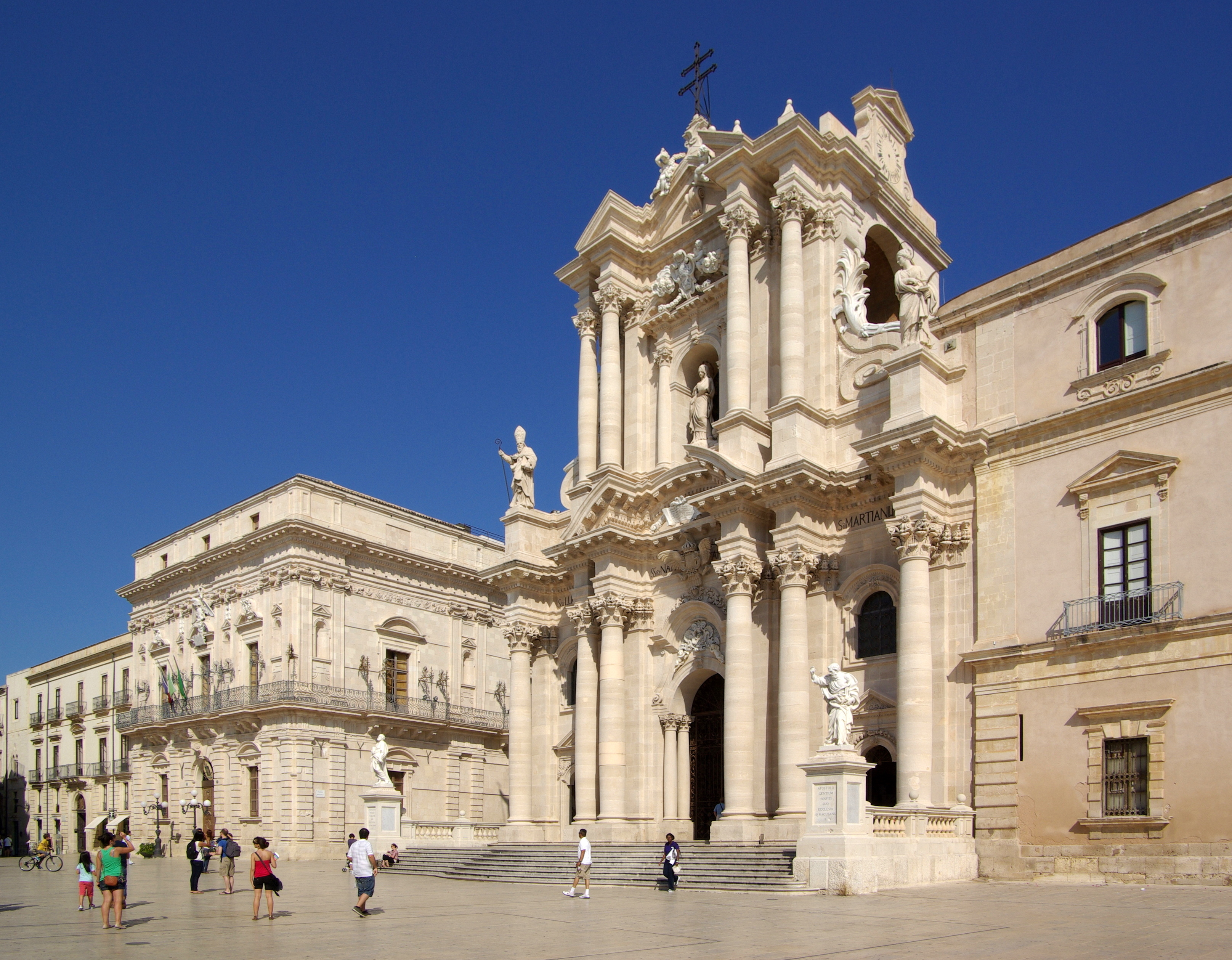
سیراکوزا.

سیراکوزا شهری بندری و صنعتی بوده و صنایع بزرگی نظیر پالایشگاه نفت، صنایع پتروشیمی و صنایع غذایی را در خود جای داده‌است. این شهر همچنین شهر محل تولد لوسیای مقدس است.